# Добровольский, Всеволод Всеволодович
Все́волод Все́володович Доброво́льский (29 июля 1924, Москва, СССР — 18 октября 2010, Москва, Россия) — российский почвовед-географ и геохимик. Основатель и руководитель научной школы биогеохимии рассеянных элементов. Заслуженный деятель науки РСФСР. Доктор географических наук, профессор. Брат академика Г. В. Добровольского — российского почвоведа, основателя факультета почвоведения МГУ.

## Биография
Родился 29 июля 1924 года в Москве. Его мать — Вера Ивановна Добровольская, историк по образованию, выпускница Московских высших женских курсов и специалист в области библиотечной каталогизации; отец — Всеволод Алексеевич Добровольский, агроном-экономист; старший брат — Глеб Всеволодович Добровольский, почвовед.
После окончания школы, уже в период Великой Отечественной войны 1941—1945, В. В. Добровольский учился на геолого-почвенном факультете МГУ (в 1942—1943), а затем на геолого-разведочном факультете Московского нефтяного института (в 1943—1945).
Ещё будучи студентом, в 1944 году по заданию своего научного руководителя известного геолога профессора И. О. Брода (1902—1962) был направлен в длительную экспедицию в Среднюю Азию для обследования месторождений озокерита, во время которой провёл свои первые исследования в Ферганской долине, горах Таджикистана и на бывшем острове Челекен вблизи юго-восточного побережья Каспийского моря.
Провёл детальное минерально-геохимическое изучение зон гипергенеза многих месторождений Северо-Востока, почв и почвообразующих пород Центрально-Чернозёмных областей.
На протяжении многих лет проводил сравнительное географическое изучение проявлений гипергенеза в распространённых ландшафтах СССР, выделил минералого-геохимические провинции почв и почвообразующих пород Европейской части СССР, Западной Сибири, Казахстана и Средней Азии.
Проводил полевые работы в Казахстане и Средней Азии, европейских соцстранах по микроморфологическим исследованиям почв и продуктов выветривания, геохимии микроэлементов.
Основал и 40 лет заведовал кафедрой геологии и геохимии ландшафта географического факультета МГПИ им. Ленина.
Умер 18 октября 2010 года.

## Награды
Награждён Золотой медалью имени П. П. Семёнова Географического общества СССР (1985). Был почётным членом Русского географического общества и Общества почвоведов им. В. В, Докучаева.
Награждён Золотой медалью имени В. И. Вернадского (1998).

## Основные работы
- Вещественный состав и морфология коры выветривания: Учебное пособие. 1964.
- Гипергенез четвертичного периода / В. В. Добровольский. — М.: Просвещение, 1966. — 236 с. — 1100 экз. (в пер.).
- География почв с основами почвоведения. 1968, 1976.
  - География почв с основами почвоведения: Учеб. пособие для студ. геогр. фак. пед. ин-тов / В. В. Добровольский. — Изд. 2-е. — М.: Просвещение, 1976.
- География и палеогеография коры выветривания СССР. 1969.
- Минералогия с элементами петрографии: Учебное пособие. 1971.
- Геохимия тропических и субтропических почв и ландшафтов. 1973.
- Восточно-Африканская рифтовая система. 1974.
- Введение в микроморфологию почв: Практическое руководство / В. В. Добровольский. — М.: Изд-во МГПИ им. В.И. Ленина, 1974. — 76 с.
- От Килиманджаро до Рувензори / В. В. Добровольский. — М.: Мысль, 1977. — 120 с. — 60 000 экз. (обл.).
- Летом день не кончается / В. В. Добровольский. — М.: Мысль, 1978. — 144 с. — 70 000 экз. (обл.).
- Геология: Учебник / В. В. Добровольский, А. Якушова. — М.: Просвещение, 1979. — 304 с. — 20 000 экз. (в пер.).
- Химия Земли / В. В. Добровольский. — М., 1980. — 176 с.
- География микроэлементов: Глобальное рассеяние / В. В. Добровольский. — М.: Мысль, 1983. — 272 с.
- География почв с основами почвоведения: Учебник / В. В. Добровольский. — М.: Владос, 2001. — 384 с. — (Учебник для вузов). — 20 000 экз. — ISBN 5-691-00204-X. (в пер.).
- Практикум по географии почв с основами почвоведения: Учебное пособие / В. В. Добровольский. — М.: Владос, 2001. — 144 с. — (Учебное пособие для вузов). — 5000 экз. — ISBN 5-691-00699-1. (обл.).
- Основы биогеохимии / В. В. Добровольский. — М.: Академия, 2003. — 400 с. — (Высшее образование). — 20 000 экз. — ISBN 5-7695-1098-6. (в пер.).
- Геология: Учебник / В. В. Добровольский. — М.: Владос, 2008. — 320 с. — (Учебник для вузов). — 10 000 экз. — ISBN 5-691-00782-3. (в пер.).
- Геохимическое землеведение: Учебное пособие / В. В. Добровольский. — М.: Владос, 2008. — 208 с. — (Учебное пособие для вузов). — 10 000 экз. — ISBN 978-5-691-01582-3. (в пер.).